# Tulane Stadium
De Tulane Stadium was een Americanfootballstadion in New Orleans eigendom van Tulane University. Het stadion opende zijn deuren in 1926 en sloot in 1975 waarna het in 1980 afgebroken werd. Het was tussen 1967 en 1974 de thuisbasis van de New Orleans Saints, waarna de club in 1975 verhuisde naar de Louisiana Superdome, het huidige Caesars Superdome.
Het stadion was tussen 1935 en 1974 het toneel van de Sugar Bowl, een college-Americanfootballwedstrijd die jaarlijks op nieuwjaarsdag of in de week na nieuwjaarsdag gehouden wordt. Het stadion was eveneens drie keer de locatie voor de Super Bowl, in 1970, 1972 en een laatste keer in 1975 waarna het stadion in datzelfde jaar gesloten werd.

## Super Bowl
| Editie        | Datum           | Winnend team        | Score | Verliezend team   | Toeschouwers |
| ------------- | --------------- | ------------------- | ----- | ----------------- | ------------ |
| Super Bowl IV | 11 januari 1970 | Kansas City Chiefs  | 23–7  | Minnesota Vikings | 80.562       |
| Super Bowl VI | 16 januari 1972 | Dallas Cowboys      | 24–3  | Miami Dolphins    | 81.023       |
| Super Bowl IX | 12 januari 1975 | Pittsburgh Steelers | 16–6  | Minnesota Vikings | 80.997       |